# Toundra du Haut-Arctique
Localisation
La toundra du Haut-Arctique (High Arctic tundra) est une écorégion terrestre nord-américaine du type toundra du World Wildlife Fund

## Répartition
La toundra du Haut-Arctique s'étend sur la majeure partie du nord des îles de l'archipel arctique, comprenant les îles de la Reine-Élisabeth – notamment l'île Axel Heiberg et l'île d'Ellesmere – l'île de Baffin et l'île Somerset.

## Climat
La température estivale moyenne varie entre 2⁰C sur l'île de Baffin et -1,5⁰C dans l'extrême nord.  La température hivernale moyenne oscille entre -23⁰C au sud et -32⁰C au nord.  Les précipitations annuelles varient entre 100 et 200mm, sauf sur les plateaux de l'île de Baffin où elles peuvent atteindre 400mm et dans l'extrême nord où elles peuvent être aussi faibles que 50mm, le taux le plus faible au Canada. 

## Caractéristiques biologiques

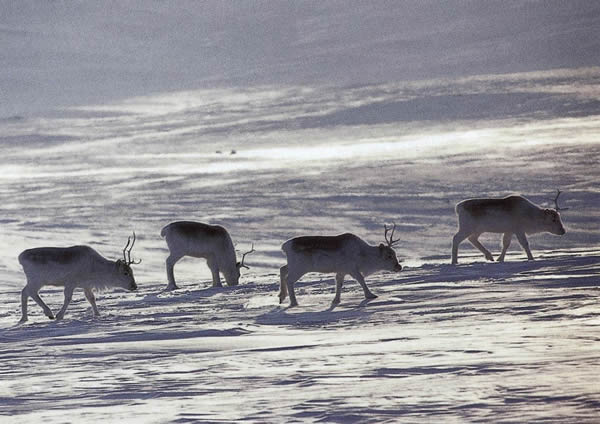
Caribous de Peary

Seules les espèces végétales les plus résistantes se rencontrent dans cette écorégion.  Le couvert végétal est  généralement épars et irrégulier sauf dans certains secteurs moins rigoureux au sud où il peut être continu.  Les espèces rencontrées comprennent surtout les mousses, les lichens, les carex et les eriophorums.  On rencontre moins fréquemment le saule arctique, les dryas, la saxifrage à feuilles opposées, les kobresias et le pavot arctique.  La flore des régions dans le sud-est de l'écorégion compte également les luzulas, les juncus et d'autres espèces de saxifrages.  La toundra du Haut-Arctique abrite l'ensemble de la population du caribou de Peary, des colonies de mouettes blanches et de mouettes rosées.

## Conservation
Cette écorégion est intacte dans une proportion de 98 %.